# 菊水
菊水（學名：Strombocactus disciformis），又名鱗莖仙人球，是一種稀有的仙人掌，是菊水屬（Strombocactus，或鱗莖玉屬）下唯一種。它們原產於墨西哥中部及東北部。它們現正受到《瀕危野生動植物種國際貿易公約》附錄一的保護。
生長極為緩慢，實生栽種一年只會長1~2公分左右。